# Chris Gascoyne
Chris Gascoyne (Nottinghamshire, 31 de enero de 1968) es un actor inglés, más conocido por interpretar a Peter Barlow en la serie Coronation Street.

## Biografía
Chris es hijo de Marian y Derrick Gascoyne, se entrenó en el Central School Of Speech And Drama.
En octubre del 2002 se casó con la actriz Caroline Harding y la pareja tiene tres hijos, Freddie, Pip, y su hija Belle Gascoyne.

## Carrera
Chris ha aparecido en obras como Badlands, The Loneliness of the Long Distance Runner, The Changing Room, Bluebird, The Ribcage, Racing Demon, The Absence of War, Murmuring Judges y en Frankie and Johnnie in the Claire de Lune.
En 1985 obtuvo su primer papel en la televisión cuando interpretó a Barry Kent en la serie The Secret Diary of Adrian Mole.
En el 2000 se unió a la exitosa serie británica Coronation Street donde interpreta a Peter Barlow, hasta ahora. Anteriormente Peter fue interpretado por los actores David Lonsdale en 1986, Joseph McKenner en 1977, por el actor Linus Roache de 1973 a 1975, Chris Dormer de 1970 a 1971 y finalmente por Robert Heanue del 15 de abril de 1965 hasta 1970.
En el 2004 apareció como invitado en un episodio de la serie A Thing Called Love donde interpretó a Robbie Gibson, la miniserie fue interpretada por los actores Paul Nicholls y Liz White.

## Filmografía
Televisión:
| Año           | Título                                      | Papel             | Notas                               |
| ------------- | ------------------------------------------- | ----------------- | ----------------------------------- |
| 2000-presente | Coronation Street                           | Peter Barlow      | 541 episodios                       |
| 2009          | Blue Murder                                 | Alan Gaskell      | episodio "Having It All"            |
| 2008          | Murdoch Mysteries                           | David Jennings    | episodio "The Prince and the Rebel" |
| 2006 - 2007   | New Street Law                              | Al Ware           | 14 episodios                        |
| 2007          | Casualty                                    | Dean Barker       | episodio "The Silence of Friends"   |
| 2006          | The Royal                                   | Brian Harris      | episodio "Fever"                    |
| 2005          | Where the Heart Is                          | Pete              | episodio "Peaches and Cream"        |
| 2004          | A Thing Called Love                         | Robbie Gibson     | episodio "True Confessions"         |
| 2001          | A Touch of Frost                            | Dr. Bill Hughes   | 2 episodios                         |
| 2000          | The Thing About Vince                       | Monk              | 3 episodios                         |
| 1998          | Duck Patrol                                 | Nick Sampson      | episodio "Duck Turpin"              |
| 1997          | Soldier Soldier                             | Fus Tony Rossi    | 11 episodios                        |
| 1997          | The Locksmith                               | Barry Forrester   | 6 episodios                         |
| 1997          | The Bill                                    | Brendon Catt      | episodio "Your Call Too"            |
| 1995          | Peak Practice                               | Joe Rawlings      | episodio "Giving Up"                |
| 1993          | Between the Lines                           | Nottle            | episodio "Some Must Watch"          |
| 1988          | Dramarama                                   | Joven Lord Towers | episodio "The Wrong Button"         |
| 1988          | Hard Cases                                  | -                 | episodio # 1.1                      |
| 1985          | The Secret Diary of Adrian Mole Aged 13 3/4 | Barry Kent        | 4 episodios                         |

Películas:
| Año  | Título                   | Papel  | Notas                                                   |
| ---- | ------------------------ | ------ | ------------------------------------------------------- |
| 2009 | My Last Five Girlfriends | Lister | junto a Michael Sheen, Brendan Patricks y Naomie Harris |
| 1995 | Suckers                  | Tony   | corto - junto a James Hooton y Neil Stuke               |

## Premios y nominaciones
| Año  | Categoría                 | Premio             | Serie             | Resultado |
| ---- | ------------------------- | ------------------ | ----------------- | --------- |
| 2012 | Best Actor                | Inside Soap Award  | Coronation Street | Nominado  |
| 2012 | Best Bad Boy              | Inside Soap Award  | Coronation Street | Nominado  |
| 2012 | Best Actor                | British Soap Award | Coronation Street | Nominado  |
| 2011 | Best Actor                | Inside Soap Award  | Coronation Street | Nominado  |
| 2011 | Best Actor                | British Soap Award | Coronation Street | Nominado  |
| 2011 | Favourite Soap Star       | TV Times Award     | Coronation Street | Nominado  |
| 2010 | Best Actor                | British Soap Award | Coronation Street | Nominado  |
| 2010 | Best Dramatic Performance | British Soap Award | Coronation Street | Nominado  |